# 760
Năm 760 là một năm trong lịch Julius.